# Internationale Rettungshunde Organisation

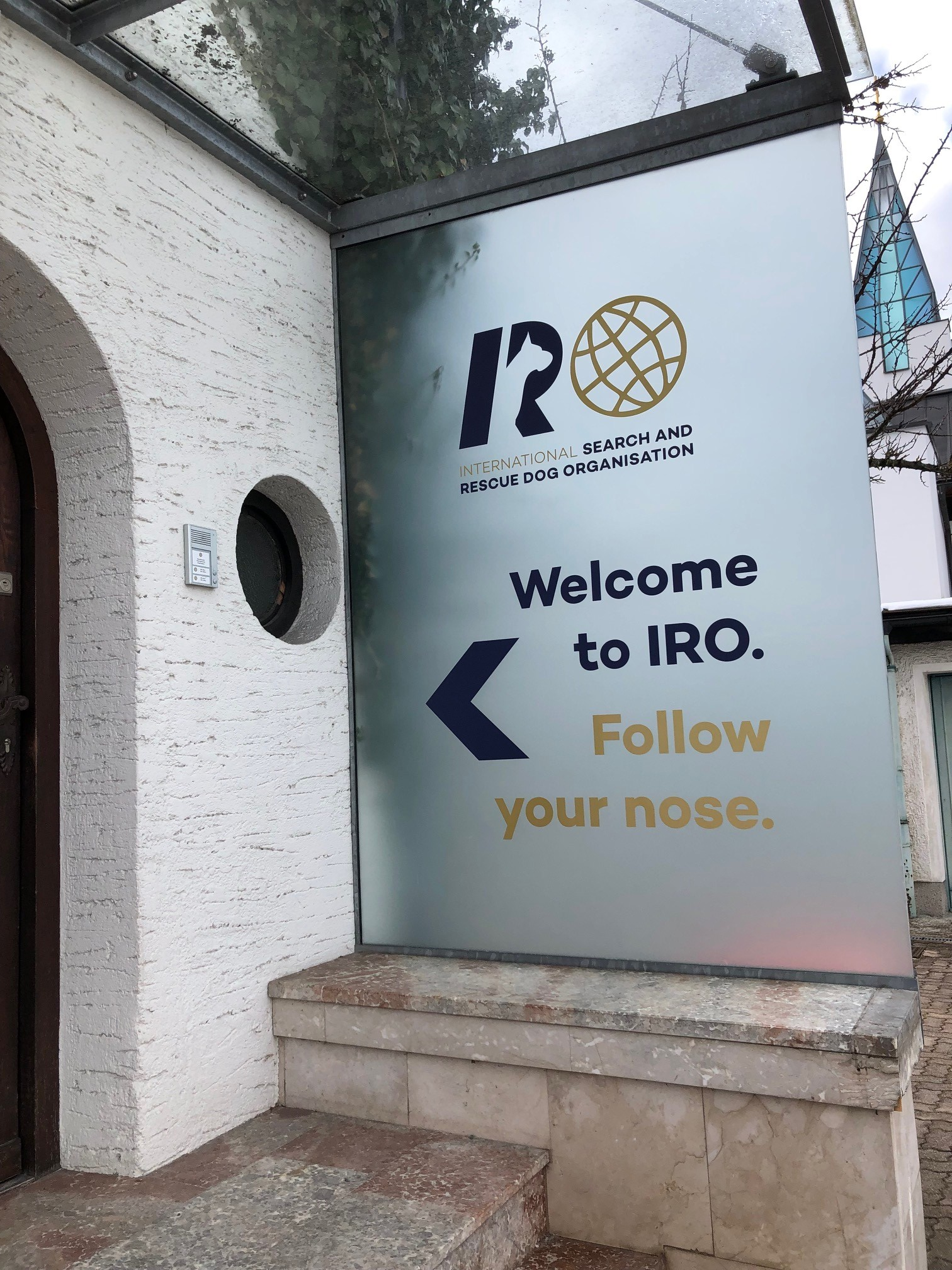
IRO Geschäftsstelle, Salzburg

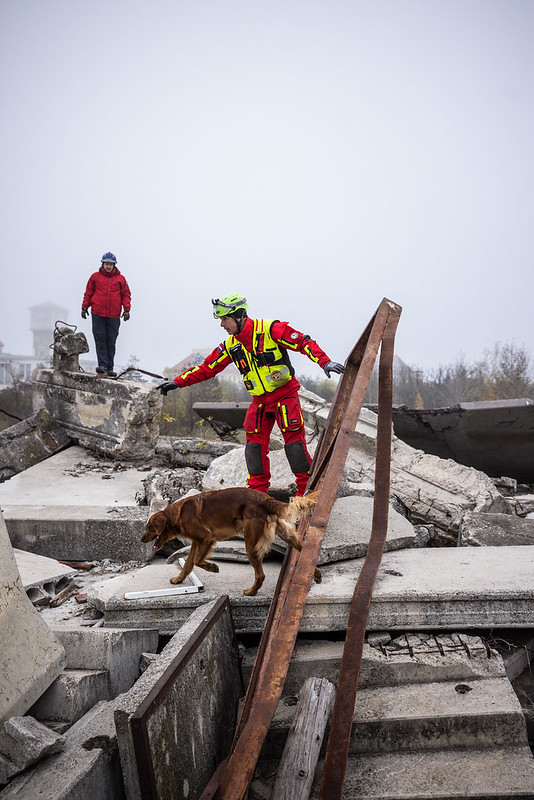
Internationaler IRO Einsatztest in der Trümmersuche

Die Internationale Rettungshunde Organisation (IRO) ist der weltweite Dachverband für die Rettungshundearbeit und Partner der UN-Organisation INSARAG. Sie vereint weltweit mehr als 250.000 Menschen mit rund 4.000 geprüften Rettungshunden. Der Sitz befindet sich in Salzburg, Österreich.
Die Aufgabe der Internationalen Rettungshunde Organisation besteht darin, hochqualifizierte Rettungshundeteams auszubilden, zu zertifizieren und als unterstützende Einheiten im Notfall zur Verfügung zu stellen. Nicht selten werden Hunde dank ihrer feinen Nase zu Lebensrettern nach einem Lawinenunglück, einem Erdbeben oder bei der Suche nach vermissten Kindern sowie orientierungslosen an Alzheimer oder Demenz erkrankten Personen. Einsatzteams der IRO Mitgliedsorganisationen stehen weltweit 365 Tage im Jahr in Bereitschaft.
Als gemeinnütziger Verein organisiert, finanziert die Internationale Rettungshunde Organisation seit 1993 mit Hilfe von Spendengeldern die professionelle Ausbildung von Rettungshunden.

## Die Kompetenz Rettungshund
Mit ihrem extrem feinen Geruchssinn sind Hunde in Sucheinsätzen unerlässlich, denn im Gegensatz zum Menschen besitzen die Hunde etwa die 40-fache Anzahl an Riechzellen. Sie können deshalb vermisste Personen aufspüren und die Position verschütteter Opfer sehr genau ermitteln. Rettungshunde sind technischen Suchgeräten durch ihre flexible Einsatzmöglichkeit, die Gewandtheit auf schwierigem Gelände und den unbändigen Suchtrieb überlegen.

## Ausbildung
Das Training von Rettungshunden beginnt oft schon ab einem Alter von acht Wochen. Kurse, Trainings und Prüfungen bereiten die Hunde Schritt für Schritt auf den Ernstfall vor. IRO bildet Rettungshunde in den Disziplinen Fährten-, Flächen-, Lawinen,- und Trümmersuche sowie Wasserrettung und Mantrailing aus.
Die erste Prüfung (V-Prüfung) testet unter anderem Gewandtheit und Nervenstärke. Daraufhin können sich die Rettungshundeteams A- und B-Prüfungen stellen.
Zahlen & Fakten
- Aktive IRO geprüfte Rettungshunde: ~ 4.000
- Einsätze seit 1993: 33.670
- Durchschnittliche Ausbildungsdauer: 2 – 3 Jahre
- Kosten für die Ausbildung eines Rettungshundes: ~ 20.000 Euro

## Einsatz
Eine positiv absolvierte B-Prüfung ermöglicht die Teilnahme am Einsatztest, genannt MRT (Mission Readiness Test). Jährlich bietet die IRO jeweils mindestens einen MRT in der Sparte Flächensuche und Trümmersuche an. Positiv beurteilte Teams sind damit für den Ernstfall vorbereitet. Der Aufbau von nationalen Rettungshunde-Kapazitäten, besonders in katastrophengeneigten Ländern, ist für die IRO unerlässlich. Zugleich wird die internationale Zusammenarbeit immer wichtiger, um bei Großkatastrophen Rettungshundeteams bestmöglich zu koordinieren.

Einsätze von IRO Rettungshunden
Einsatzteams der IRO Mitgliedsorganisationen stehen weltweit 365 Tage im Jahr in Bereitschaft, ehrenamtlich und bei jedem Wetter. Nachfolgend drei Einsätze unter Beteiligung von IRO Rettungshundeteams.
- Erdbeben in der Türkei und Syrien

In den frühen Morgenstunden des 6. Februars 2023 richtete ein Erdbeben der Stärke 7.8 im Südosten der Türkei und in Teilen Syriens katastrophale Schäden an. Zahlreiche IRO Mitgliedsorganisationen schickten innerhalb kürzester Zeit knapp 100 Rettungshunde mit ihren Hundeführern in das Erdbebengebiet in der Türkei. Tag und Nacht verbrachten die Teams damit, die Ruinen nach Überlebenden abzusuchen. Trotz Stress, eisiger Kälte und der Gefahr von einstürzenden Gebäudestrukturen ließen sich die Vierbeiner nicht von ihrer Mission abbringen. Dank ihres mutigen und entschlossenen Vorgehens retteten sie zahlreichen Menschen das Leben.
- Vermisster Junge aus Stopice

Am 9. Mai 2018 gelangte kurz nach Mitternacht die Meldung ein, dass ein 13-jähriger Junge aus Stopice, einem kleinen Ort in Südost-Slowenien vermisst wurde. Rettungshundeführer der IRO Mitgliedsorganisation ERPS waren sofort auf dem Weg zum Einsatzort und starteten nach einem kurzen Briefing und der Festlegung der Strategie die Suche. Sechs Flächenhunde-Teams und ein Mantrailing-Team waren im Einsatz. Bereits nach 25 Minuten konnte der Junge von einem der Hunde hinter einer Kapelle gefunden werden. Daraufhin wurden die Eltern informiert und der Junge sicher nach Hause gebracht.
- Schwere Erdbebenerschütterungen in Mexiko-Stadt und Umgebung

Gerade an dem Tag, an dem die Gedenkfeier an das Erdbeben von 1985 stattfand, bebte die Erde erneut. Am 19. September 2017 um Ortszeit 13:14 Uhr begannen die Erschütterungen. Die IRO Mitgliedsorganisation PMPBR-UNAM durchsuchte mit ihren Rettungshunden neun verschiedene Gebäude, unter anderem eine eingestürzte Schule. Insgesamt wurden 35 bis 40 Gebäude mit Rettungshunden abgesucht. Da es sich um ein Erdbeben mit größerem Ausmaß handelte, wurden gegen Ende des Einsatzes noch kanadische und argentinische IRO-Teams hinzugezogen.

## Mitgliedsorganisationen
Seit der Gründung 1993 hat sich die Internationale Rettungshunde Organisation kontinuierlich weiterentwickelt und umfasst aktuell 130 nationale Rettungshunde Organisationen aus 41 Nationen weltweit. Allein in Österreich sind es zehn Organisationen.
| Argentinien            |
| Australien             |
| Belgien                |
| Brasilien              |
| Chile                  |
| Dänemark               |
| Deutschland            |
| Estland                |
| Finnland               |
| Frankreich             |
| Griechenland           |
| Italien                |
| Japan                  |
| Kanada                 |
| Kolumbien              |
| Kroatien               |
| Malaysia               |
| Mexiko                 |
| Niederlande            |
| Norwegen               |
| Österreich             |
| Polen                  |
| Rumänien               |
| Russland               |
| Schweden               |
| Schweiz                |
| Singapur               |
| Slowakei               |
| Slowenien              |
| Spanien                |
| Südkorea               |
| Taiwan                 |
| Thailand               |
| Tschechien             |
| Türkei                 |
| Ukraine                |
| Ungarn                 |
| Uruguay                |
| Vereinigte Staaten     |
| Volksrepublik China    |
| Vereinigtes Königreich |

## Veranstaltungen
Die IRO organisiert Kurse, Trainings, Internationale Prüfungen, Einsatztests, Wettbewerbe sowie die alljährliche Weltmeisterschaft für Rettungshunde. Bis zu 150 Rettungshundeteams stellen sich bei der WM der Herausforderung der Fährten-, Flächen- und Trümmersuche. 2018 fand zudem das erste Mal eine Weltmeisterschaft in der Disziplin Lawinensuche statt.
| Jahr | Austragungsort               |
| ---- | ---------------------------- |
| 2024 | Vantaa, Finnland             |
| 2023 | Stubenberg, Österreich       |
| 2022 | Craiova, Rumänien            |
| 2022 | Pitztal, Österreich – Lawine |
| 2019 | Paris, Frankreich            |
| 2018 | Ljubljana, Slowenien         |
| 2018 | Pitztal, Österreich – Lawine |
| 2017 | Ebreichsdorf, Österreich     |
| 2016 | Turin, Italien               |
| 2015 | Aalborg, Dänemark            |
| 2014 | Nova Gorica, Slowenien       |
| 2013 | Nijmegen, Niederlande        |
| 2012 | Romny, Ukraine               |
| 2011 | Chastre, Belgien             |
| 2010 | Žatec, Tschechien            |

2008 hat die IRO mit dem Internationalen Tag des Rettungshundes eine Initiative ins Leben gerufen, die Rettungshundeorganisationen die Möglichkeit bietet, sich zu präsentieren und gleichzeitig einen Einblick in die wertvolle Arbeit mit Rettungshunden zu geben. Unter dem Motto „365 Tage im Jahr einsatzbereit“ werden Vorführungen, Informationsveranstaltungen und Probetrainings organisiert.

## Aufbau der Organisation
Die Internationale Rettungshunde Organisation hat ihren Sitz in Salzburg, Österreich und beschäftigt aktuell sechs Mitarbeiter. Das höchste Entscheidungsorgan der IRO ist die Delegiertenversammlung. Sie setzt sich aus nationalen Rettungshundeorganisationen, dem Vorstand und dem Präsidium zusammen.

## Geschichte
Das Erdbeben von Spitak in Armenien im Jahr 1988 warf die Frage nach internationaler Zusammenarbeit im Bereich des Rettungshundewesens auf. Als eines der schwersten Erdbeben der letzten Jahrzehnte, gab es den Anstoß, eine bessere Koordination zwischen Katastrophenhilfskräften, Rettungshundeorganisationen und Behörden anzustreben. Daraufhin wurde 1993 die IRO gegründet, mit dem Ziel, Standards für die Ausbildung und den Einsatz von Rettungshunden zu definieren. Seit Beginn arbeitet die IRO mit der UN zusammen, um die Rettungshundearbeit stetig weiterzuentwickeln und zu verbessern. Die Entwicklung der IRO maßgeblich geprägt hat Wolfgang Zörner, der von 1993 bis 2013 der IRO als Präsident vorstand. Unter seiner Ägide ist es gelungen, die IRO international zu etablieren und einen weltweit einheitlichen Standard für die Ausbildung von Rettungshunden einzuführen.